# Hypsolebias flammeus
Hypsolebias flammeus, es una especie de pez actinopeterigio de agua dulce, de la familia de los rivulines.
Es comercializado para acuariofilia por su belleza, si bien es muy difícil de mantener en acuario.

## Morfología
Con el cuerpo muy colorido que lo hace idóneo para acuarios, la longitud máxima descrita fue de 6 cm. La hembra con aleta anal larga, espatulada y largo proceso posterior del occipital terminando en estrecha extensión posterior, flancos con barras azules iridiscentes, macho con regiones dorsolaterales de cabeza roja, con manchas azules en el centro de las escamas, barras en las aletas anal y caudal, con radios filamentosos a lo largo de todo el borde distal de las aletas dorsal y anal, la aleta caudal subtruncada en el macho y redondeada en la hembra.

## Distribución y hábitat
Se distribuye por ríos de América del Sur, por la cuenca del río Tocantins al este de Brasil. Son peces de agua dulce, de comportamiento bentopelágico no migratorio, que prefieren aguas tropicales entre 22 y 26 °C.